# チェルメス
チェルメス（伊: Cermes ; 独: Tscherms チェルムス）は、イタリア共和国トレンティーノ＝アルト・アディジェ州ボルツァーノ自治県にある、人口約1,500人の基礎自治体（コムーネ）。

## 地理

### 位置・広がり
ボルツァーノ自治県西南部に位置するコムーネ。メラーノから南へ約4km、県都ボルツァーノから北西へ約22km、州都トレントから北へ約62kmの距離にある。

#### 隣接コムーネ
- ラーナ
- マルレンゴ
- メラーノ

## 行政

### 分離集落
チェルメスには、以下の分離集落（フラツィオーネ）がある。
- Baslàn/Basling, Monteleone/Lebenberg

### Comunità comprensoriale
ボルツァーノ自治県が設けた行政区画 Comunità comprensoriale では、ブルグラヴィアート / ブルクグラーフェンアムト  (Burggrafenamt) （中心地: メラーノ）に属する。
- ブルクグラーフェンアムト
- ブルクグラーフェンアムトのコムーネ（中心地メラーノは9）。チェルメスは23。

## 住民

### 言語
| 言語集団調査（2011年） | 言語集団調査（2011年） | 言語集団調査（2011年） | 言語集団調査（2011年） | 言語集団調査（2011年） |
| ---------------------- | ---------------------- | ---------------------- | ---------------------- | ---------------------- |
|                        |                        |                        |                        |                        |
| ドイツ語               | ドイツ語               |                        | 94.92%                 | 94.92%                 |
| イタリア語             | イタリア語             |                        | 4.86%                  | 4.86%                  |
| ラディン語             | ラディン語             |                        | 0.23%                  | 0.23%                  |

2011年に行われた、住民がドイツ語・イタリア語・ラディン語のいずれの「言語集団」に属するかの調査によれば（ボルツァーノ自治県#言語集団調査参照）、住民の約95%がドイツ語話者である。